# Liste der Monuments historiques in Plénée-Jugon
Die Liste der Monuments historiques in Plénée-Jugon führt die Monuments historiques in der französischen Gemeinde Plénée-Jugon auf.

## Liste der Bauwerke
| Bezeichnung                                       | Beschreibung              | Standort           | Kennzeichnung | Schutzstatus | Datum | Bild           |
| ------------------------------------------------- | ------------------------- | ------------------ | ------------- | ------------ | ----- | -------------- |
| Zwei Menhire                                      | Neolithikum               | (Lage)             | PA00089415    | Classé       | 1963  | weitere Bilder |
| Allée couverte de La Roche aux Fées de la Brousse |                           | La Gentière (Lage) | PA00089414    | Classé       | 1970  | weitere Bilder |
| Kloster Boquen                                    | Erbaut im 12. Jahrhundert | (Lage)             | PA00089413    | Classé       | 1938  | weitere Bilder |

## Liste der Objekte

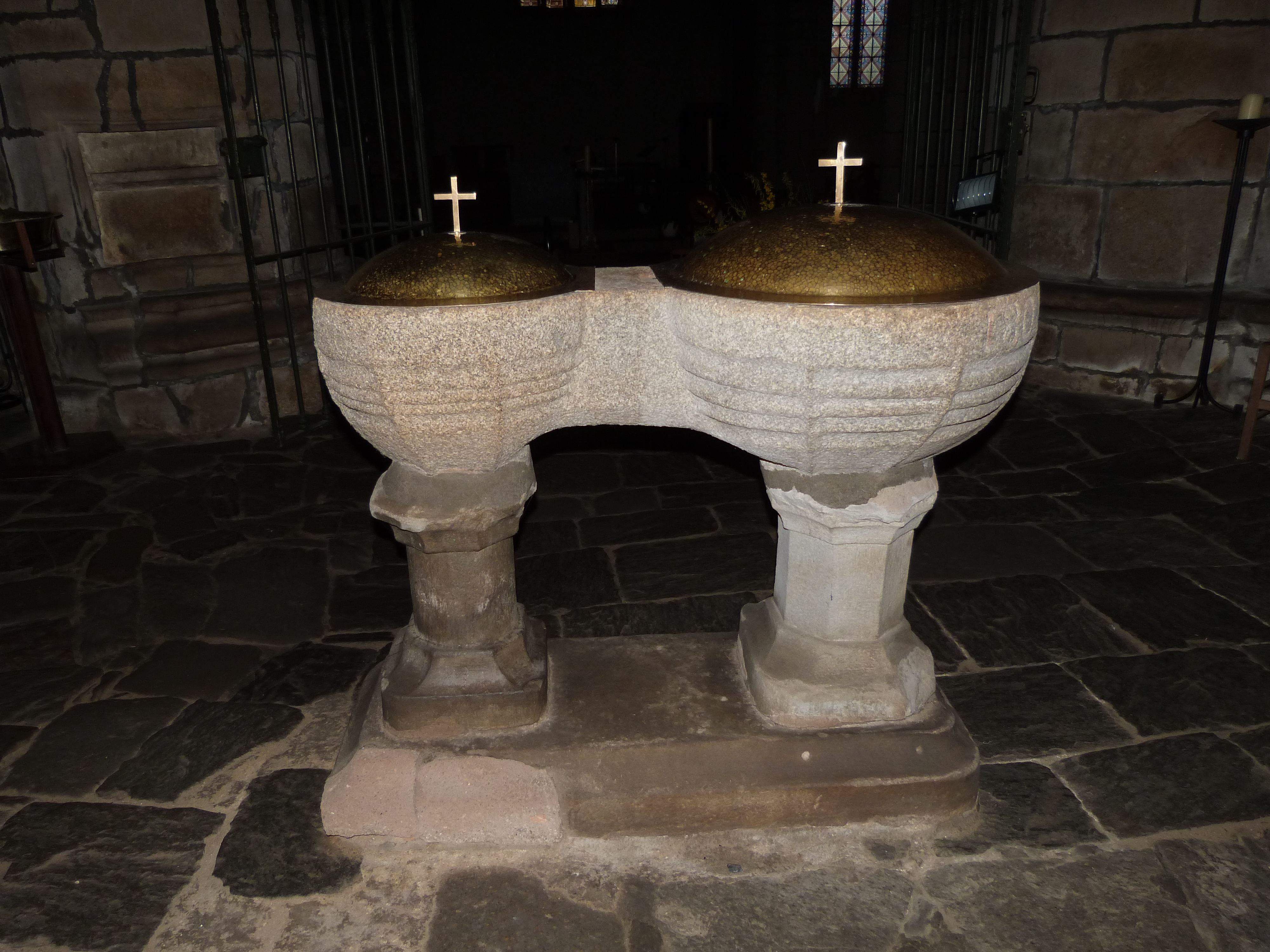
Taufbecken in der Kirche St-Pierre

- Monuments historiques (Objekte) in Plénée-Jugon in der Base Palissy des französischen Kultusministeriums